# System/36

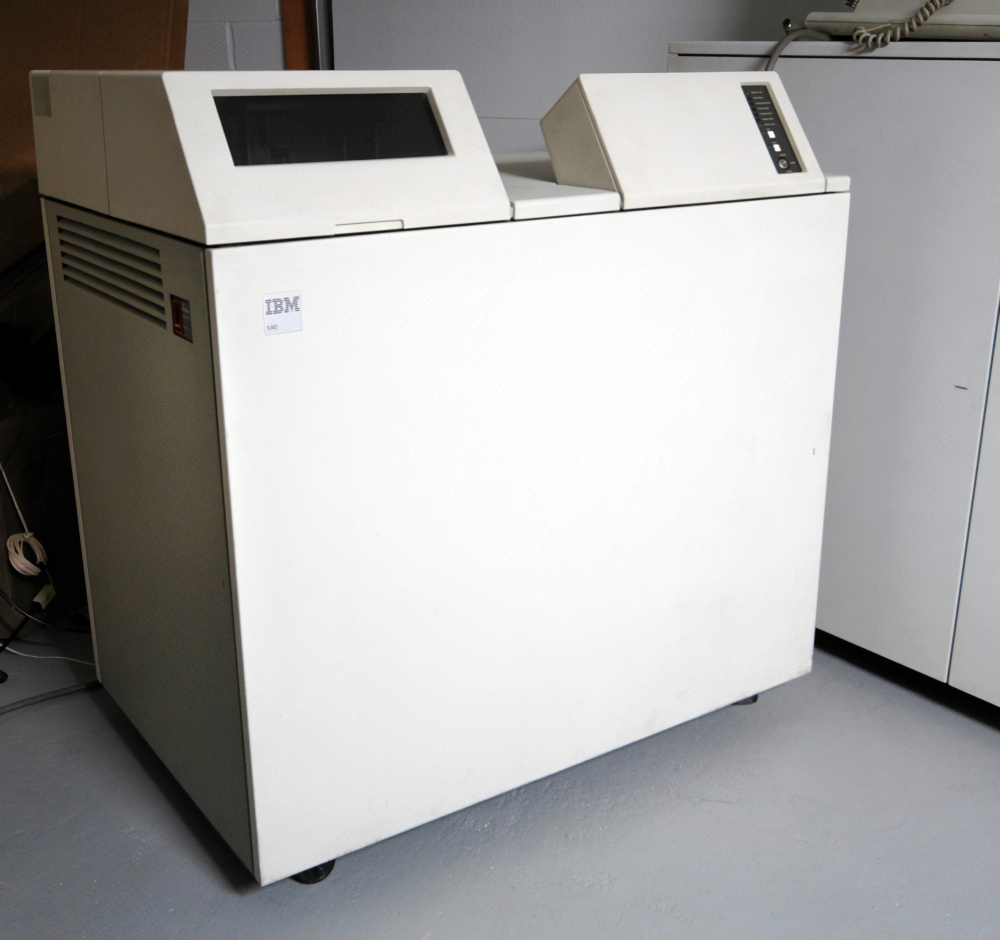
System/36

System/36（S/36、システム/36）は、IBMが1983年にリリースしたミッドレンジコンピュータである。

## 呼称
米国ではミニコンピュータ、日本ではオフィスコンピュータに分類される事が多い。IBMの資料では当時は「小型（Small）」、現在はPCサーバ等も普及したため「中型（Midrange）」と呼んでいる。

## 概要
主に中小規模の法人や部門の事務処理用であり、ホストコンピュータ（メインフレーム）と通信した分散処理用でもあった。世界的にも多数販売された。
当時のメインフレームと比較し、使い易く、カラーのディスプレイを備え、低価格で、仮想記憶（スワップファイル）を備えた。
オペレーティングシステム（OS）はSSP（System Support Program）で、内部文字コードはEBCDICであり、System/3以来のIBMの簡易言語であるRPG IIの他、COBOL、BASIC、FORTRANが使用できた。またIBMの通信プロトコルであるSNAを備えた。
System/3、System/32、System/34の後継であり、当系統の最終シリーズでもある。
開発コード名はPIONEERで、S/38と共通の5250表示装置技術を共有していた。
将来的に2バイトコード（日本的には漢字）処理を想定していたので、IO装置・表示技術やWSCの内部処理を共通化させていた。
なお並存したSystem/38（OSはCPF）とは言語とOCLの互換性は無い。
AS/400登場後、徐々に移行した（AS/400はSystem/38ベースであるが、System/36環境を備えた）。

## 歴史
- 1969年 System/3 発表（RPG II）
- 1975年 System/32 発表（RPG II）
- 1977年 System/34 発表（RPG II）
- 1983年 System/36 発表（RPG II、SSP）
- 1988年 AS/400発表（RPG III、OS/400）
- 2000年 eServer iSeries と改称
- 2006年 System i と改称